# Jessie Magdaleno
Jesús Gabriel Magdaleno, detto Jessie (Pomona, 8 novembre 1991), è un pugile statunitense.
Soprannominato El Peligroso ("Il pericoloso"), è stato detentore del titolo mondiale WBO dei pesi supergallo tra il 2016 e il 2018.

## Biografia
Magdaleno è nato nel comune californiano di Pomona, da genitori entrambi di origine messicana. Suo fratello maggiore, Diego, ha anch'egli intrapreso la carriera da pugile.

## Carriera

### Carriera amatoriale
La carriera dilettantistica di Magdaleno è dirrompente, tanto che nel corso degli anni duemila il pugile californiano riesce ad ammassare un record di 120 vittorie e 16 sconfitte, che lo consacra tra i più promettenti della sua generazione.
Nel 2009 vince sia i campionati nazionali che i Golden Gloves nella categoria dei pesi gallo, avendo la meglio su avversari come Rau'shee Warren e Antonio Nieves tra gli altri.

### Carriera professionale
Jessie Magdaleno compie il suo debutto da professionista il 6 novembre 2010, sconfiggendo il connazionale Matthew Salazar per KO tecnico al primo round. Ben presto attira l'attenzione del promotore Bob Arum, che decide di metterlo sotto contratto nel suo polo manageriale Top Rank.
Dopo una striscia di ventitre vittorie consecutive, che contribuiscono a cementare il suo status di sfidante per il titolo dei supergallo, il 5 novembre 2016 sfida il campione WBO Nonito Donaire al Thomas & Mack Center di Las Vegas. Dopo aver messo in difficoltà il filippino per gran parte della contesa, Magdaleno subisce l'iniziativa del campione nelle ultime due riprese assorbendo diversi colpi alla testa. Al termine di dodici riprese combattute il pugile californiano riesce a prevalere per decisione unanime dei giudici, laureandosi per la prima volta campione del mondo. 
Archiviata la prima difesa del titolo contro il poco quotato brasiliano Adeilson Dos Santos, Magdaleno mette in palio la corona WBO per la seconda volta il 28 aprile 2018 contro il valido ghanese Isaac Dogboe. Pur riuscendo ad infliggere un knockdown ai danni dell'africano alla prima ripresa, Magdaleno risente della maggiore aggressività dello sfidante e viene a sua volta atterrato in tre occasioni, uscendo infine sconfitto per KO tecnico all'undicesima ripresa.